# Церква святого Доната
Церква Св. Доната (хорв. Crkva sv. Donata) — церква у м. Задарі (Хорватія), розташована у центральній частині історичного ядра міста, на руїнах античного форума. За своїми топовими ознаками вона слідує канонам придворних церков кругового плану, які будувалися у період від ранньовізантійської до каролінгської епохи. Вирізняється своєю грубою монументальністю, незвичайною циліндричною формою і подвійним внутрішнім простором.

## Історія
Згідно з переказами, її будував задарський єпископ Донат у IX ст., а згадується вона у X ст. царем Костянтином Багрянородним у його знаменитій праці «Про управління імперією». Спочатку церква була присвячена Св. Трійці. Лише з XV ст. її почали називати іменем св. Доната. Богослужіння у церкві проводилось до 1798 року. З 1893 по 1954 роки у ній знаходився задарський Археологічний музей.

## Опис
Церква являє собою дві концентричні циліндричні стінні конструкції навколо центрального кругового простору. Найширший циліндр створює зовнішню овальну стінну поверхню церкви, до якої зі східної сторони прибудовані три напівкруглі апсиди по усій її триповерховій висоті. Зовнішня стіна декорована дрібними пілястрами, а зі своєї внутрішньої сторони — напівкруглими нішами. Між пілястрами розміщені вікна. Периферійна стіна поділена на перший і другий поверхи. На висоті другого поверху периферійна стінна конструкція з'єднана з центральним циліндром, створюючи таким чином на другому поверсі галерею центрального простору. Центральний круговий простір єдине по усій висоті споруди і закривається вужчою циліндричною стінною конструкцією, закінчується центральним тамбуром з крівлею у вигляді дрібного конуса. На першому поверсі ця конструкція спирається на шість великих пілонів, взаємопов'язаних арками, і на дві монолітні колони, які трьома арками відкриваються у напрямку до апсид. Такий розпорядок елементів повторюється і на другому поверсі, з тією різницею, що отвори там набагато нижчі. До галереї ведуть гвинтові сходи, які закінчуються у її вестибюля. Головні ведуть прямо до вівтаря, бокові розташовані по лівому і правому її боку.
Задумана спочатку як окрема будівля, церква ще у часи будівельних робіт отримала ряд прибудов і стала таким чином слкдовою частиною єпископального архітектурного комплексу. Прибудована була паперть (нартекс), через яку проходили до собору. Нартекс останній раз перебудовувався у XVIII ст. До того часу відносяться вікна другого поверху. На другому поверсі з південної сторони церкви знаходяться три великі замуровані вікна. Вони раніше вели до прибудови у південній стіні церкви, знесеної у XX ст. Переважна частина прикрас і монолітні колони усередині церкви — античного походження. Вони були підібрані із зруйнованого римського форуму. Коли при проведенні археологічних розкопок були оголені фундаменти будівлі, було виявлено ряд тамбурів римських колон, на яких стоїть церква, збудована прямо у центрі форума.
Церква Св. Доната має гарні акустичні характеристики, і тому у ній понад 30 років влаштовуються концерти міжнародного фестивалю середньовічної і ранньоренесансної музики «Музичні вечори у Св. Донаті».